# Andrea Joy Cook

Andrea Joy "A.J." Cook  (født 22. juli 1978) er en canadisk skuespiller bedst kendt for sin rolle som Special Agent Jennifer "JJ" Jareau i CBS tv-serien Criminal Minds. Hun har også medvirket i flere Hollywood-film som The Virgin Suicides, Out Cold, og Final Destination 2.

## Filmografi

### Film
| År   | Film                               | Rolle           |
| ---- | ---------------------------------- | --------------- |
| 1997 | Laserhawk                          | Sød pige #1     |
| 1997 | In His Father's Shoes              | Lisa            |
| 1998 | Elvis Meets Nixon                  | Hippie Chick    |
| 1999 | The Virgin Suicides                | Mary Lisbon     |
| 1999 | Teen Sorcery                       | Dawn            |
| 1999 | Blue Moon                          | Alison          |
| 2000 | The Spiral Staircase               | Lokal pige      |
| 2001 | Out Cold                           | Jenny           |
| 2001 | Wishmaster 3: Beyond Gates Of Hell | Diana Collins   |
| 2001 | Ripper: Letter from Hell           | Molly Keller    |
| 2002 | The House Next Door                | Lori Peterson   |
| 2003 | Final Destination 2                | Kimberly Corman |
| 2005 | Bloodsuckers                       | Fiona Kennedy   |
| 2007 | Night Skies                        | Lily            |
| 2007 | I'm Reed Fish                      | Theresa         |
| 2009 | Misconceptions                     | Miranda Bliss   |
| 2010 | Mother's Day                       | Vicky Rice      |

### Tv
| År        | Serie          | Rolle                |
| --------- | -------------- | -------------------- |
| 1997      | Goosebumps     | Kim                  |
| 1998      | PSI Factor     | Lee Mason            |
| 2000      | First Wave     | Lindsay Tilden       |
| 2000      | Higher Ground  | Shelby Merrick       |
| 2003      | Dead Like Me   | Charlotte            |
| 2003–2004 | Tru Calling    | Lindsay Walker       |
| 2005–     | Criminal Minds | Jennifer "JJ" Jareau |
| 2006      | Vanished       | Hope                 |